# کولویل-سور-مر
کولویل-سور-مر (به فرانسوی: Colleville-sur-Mer) یک کمون در فرانسه است که در Canton of Trévières واقع شده‌است.

## خصوصیات
کولویل-سور-مر ۶٫۹۳ کیلومترمربع مساحت و ۱۶۴ نفر جمعیت دارد و ۷۰ متر بالاتر از سطح دریا واقع شده‌است.